# James Fox (piosenkarz)
James Fox, właśc. James Richard Mullett (ur. 6 kwietnia 1976 w Cardiff) – walijski wokalista i aktor musicalowy, uczestnik drugiej edycji programu Star Academy, reprezentant Wielkiej Brytanii podczas 49. Konkursu Piosenki Eurowizji w 2004 roku.

## Życiorys

### Dzieciństwo
Mullett urodził się w Cardiff, dorastał w Gilfach w Bargoed (Rhymney Valley). W wieku siedmiu lat, zainspirowany przez swojego ojca, Richarda, zaczął uczyć się gry na fortepianie, a później także na gitarze.
Jako nastolatek był kibicem drużyny piłkarskiej The Bluebirds z Cardiff.

### Początki kariery
W wieku 15 lat zaczął koncertować po południowej Walii razem ze swoim bratem Deanem. W 2000 roku wraz ze swoim kolegą Kevinem Simmem założył boys band Force 5, który niedługo się rozpadł. Wokalista podpisał wówczas kontrakt płytowy z firmą menedżmentową Hyperactive, dzięki czemu występował jako support takich artystów, jak Liberty X, Ultra, Worlds Apart i Wet Wet Wet.

### 2003-04:Fame Academy, Konkurs Piosenki Eurowizji,Jesus Christ SuperStar
W 2003 roku zgłosił się do udziału w lokalnej wersji formatu Star Academy – Fame Academy (w Polsce znanym jako Fabryka Gwiazd). W programie występował pod pseudonimem James Fox, zajął ostatecznie piąte miejsce. W kolejnym roku wziął udział w krajowych eliminacjach do 49. Konkursu Piosenki Eurowizji – Making Your Mind Up z utworem „Hold Onto Our Love” wybranym jako jedna z sześciu piosenek spośród 940 propozycji nadesłanych do siedziby brytyjskiego nadawcy BBC. W finale selekcji, który odbył się pod koniec lutego, wokalista zdobył największą liczbę głosów telewidzów, zostając reprezentantem Wielkiej Brytanii podczas Konkursu Piosenki Eurowizji organizowanego w Stambule.
Przed występem w finale konkursu wystąpił gościnnie przed siedzibą Izbie Gmin oraz wziął udział w specjalnym, eurowizyjnym odcinku programu The Weakest Link (Najsłabsze ogniwo). W finale Konkursu Piosenki Eurowizji, który odbył się 15 maja, zajął 16. miejsce, zdobywając łącznie 29 punktów. Swój wynik uznał za niesatysfakcjonujący, oskarżając wyniki za uzależnione od politycznego głosowania.
Dzień po udziale w konkursie do menedżera Foxa zadzwonił Bill Kenwright, który zaproponował wokaliście zagranie roli Judasza w brytyjskiej inscenizacji musicalu Jesus Christ Superstar. Artysta przyjął zaproszenie, we wrześniu postanowił zrobić sobie przerwę od grania z powodu nagłej śmierci swojego ojca.

### 2005-09:Movin’ Out
W kwietniu 2005 roku zagrał główną rolę w broadwayowskim musicalu Movin' Out, napisanym na podstawie utworów Billy’ego Joela. W marcu 2006 roku odegrał rolę Piano Mana w trakcie europejskiej trasy koncertowej musicalu na West Endzie w Apollo Victoria Theatre. Między październikiem 2006 a styczniem 2007 roku wyruszył w amerykańską trasę ze spektaklem. W 2008 roku napisał utwór „Bluebirds Flying High”, będący oficjalnym hymnem drużyny Cardiff City F.C. podczas finału Pucharu Związku Piłki Nożnej 2008. Na początku listopada tego samego roku wydał swój debiutancki album studyjny, zatytułowany Rocking Chairs and Lemonade.

### Od 2010:Szachy,Let It Be
W lipcu 2010 roku Fox wcielił się w rolę Freddiego Trumpera w produkcji Szachy w reżyserii Benny’ego Anderssona i Björna Ulvaeusa. Trzy lata później zagrał rolę brytyjskiego wokalisty Paula McCartneya w musicalu Let It Be, opierającego się o twórczość zespołu The Beatles.

## Muzyka

### Inspiracje
W wywiadzie przeprowadzonym podczas konferencji prasowej 49. Konkursu Piosenki Eurowizji Fox przyznał, że jego inspiracjami muzycznymi są tacy artyści, jak Sting, Elton John, Billy Joel i Travis.

## Dyskografia

### Albumy studyjne
- Rocking Chairs and Lemonade (2010)

### Minialbumy (EP)
- Six String (2007)
- Higher (2008)
- Delayed EP 4 (2014)